# Medaillewinnaars EK Kunstschaatsen vrouwen
De Europese kampioenschappen kunstschaatsen worden jaarlijks door de Internationale Schaatsunie (ISU) georganiseerd. Dit artikel geeft een overzicht van de medaillewinnaars bij de vrouwen.

## Historie
De Duitse en Oostenrijkse schaatsbond, verenigd in de "Deutscher und Österreichischer Eislaufverband", organiseerden zowel het eerste EK Schaatsen voor mannen als het eerste EK kunstschaatsen voor mannen in 1891 in Hamburg, Duitse Keizerrijk, nog voor het ISU in 1892 werd opgericht. De internationale schaatsbond nam in 1892 de organisatie van het EK kunstschaatsen over. In 1895 werd besloten voortaan de Wereldkampioenschappen kunstschaatsen te organiseren en kwam het EK te vervallen. In 1898 vond toch weer een herstart plaats van het EK.
De vrouwen en paren strijden vanaf 1930 jaarlijks om het Europees kampioenschap. De ijsdansers strijden vanaf 1954 om de Europese titel. Alle kampioenschappen werden vanaf 1947 altijd in één gaststad georganiseerd.
Er werden geen kampioenschappen gehouden in 1896 en 1897 (geen organisatie), in 1902 en 1903 (geen ijs) en tijdens en direct na de Eerste Wereldoorlog (zeven jaar) en tijdens en direct na de Tweede Wereldoorlog (ook zeven jaar).
Tot en met 1948 kon elk land dat bij de ISU aangesloten was deelnemers inschrijven. Nadat de Canadese Barbara Ann Scott en de Amerikaan Richard Button beide de titel in 1948 veroverden werd de deelname vanaf 1949 beperkt tot de Europese leden van de ISU. Pas in 1999 konden niet Europese deelnemers deelnemen aan het equivalent van het EK, het Viercontinentenkampioenschap.
In 2020 werd het 84e vrouwentoernooi verreden.

## Kampioenen
Zevenendertig vrouwen uit veertien landen werden tot nu toe (editie 2020) Europees kampioene. De Russische Irina Sloetskaja is recordhoudster met zeven titels (1996-2006), de Noorse Sonja Henie (1931-1936) en de (Oost-)Duitse Katarina Witt (1984-1988) volgen met zes titels.

## Medaillewinnaars
Drie Nederlandse vrouwen bereikten het erepodium bij het EK kunstschaatsen. Joan Haanappel werd derde in 1958, 1959 en 1960, Sjoukje Dijkstra werd tweede in 1959 en vijf keer kampioene (1960-1964) en Dianne de Leeuw werd tweede in 1974 en 1975 en kampioene in 1976. Er heeft nog geen Belgische vrouw op het erepodium bij het EK kunstschaatsen gestaan.
Er stonden negen keer drie vrouwen uit hetzelfde land op het erepodium. In 1939 waren dit Britse vrouwen. In 1957 drie vrouwen uit Oostenrijk. In 1999, 2000, 2001, 2002, 2015, 2016  en 2020 stonden drie Russinen op het erepodium.
| Jaar      | Locatie                                             | Goud                                                | Zilver                                              | Brons                                               |
| --------- | --------------------------------------------------- | --------------------------------------------------- | --------------------------------------------------- | --------------------------------------------------- |
| 1930      | Wenen                                               | Fritzi Burger                                       | Ilse Hornung                                        | Vivi-Anne Hultén                                    |
| 1931      | Sankt Moritz                                        | Sonja Henie                                         | Fritzi Burger                                       | Hilde Holovsky                                      |
| 1932      | Parijs                                              | Sonja Henie                                         | Fritzi Burger                                       | Vivi-Anne Hultén                                    |
| 1933      | Londen                                              | Sonja Henie                                         | Cecilia Colledge                                    | Fritzi Burger                                       |
| 1934      | Praag                                               | Sonja Henie                                         | Liselotte Landbeck                                  | Maribel Vinson                                      |
| 1935      | Sankt Moritz                                        | Sonja Henie                                         | Liselotte Landbeck                                  | Cecilia Colledge                                    |
| 1936      | Berlijn                                             | Sonja Henie                                         | Cecilia Colledge                                    | Megan Taylor                                        |
| 1937      | Praag                                               | Cecilia Colledge                                    | Megan Taylor                                        | Emmy Putzinger                                      |
| 1938      | Sankt Moritz                                        | Cecilia Colledge                                    | Megan Taylor                                        | Emmy Putzinger                                      |
| 1939      | Londen                                              | Cecilia Colledge                                    | Megan Taylor                                        | Daphne Walker                                       |
| 1940-1946 | geen kampioenschappen wegens de Tweede Wereldoorlog | geen kampioenschappen wegens de Tweede Wereldoorlog | geen kampioenschappen wegens de Tweede Wereldoorlog | geen kampioenschappen wegens de Tweede Wereldoorlog |
| 1947      | Davos                                               | Barbara Ann Scott                                   | Gretchen Merrill                                    | Daphne Walker                                       |
| 1948      | Praag                                               | Barbara Ann Scott                                   | Eva Pawlik                                          | Alena Vrzáňová                                      |
| 1949      | Milaan                                              | Eva Pawlik                                          | Alena Vrzáňová                                      | Jeannette Altwegg                                   |
| 1950      | Oslo                                                | Alena Vrzáňová                                      | Jeannette Altwegg                                   | Jacqueline du Bief                                  |
| 1951      | Zürich                                              | Jeannette Altwegg                                   | Jacqueline du Bief                                  | Barbara Wyatt                                       |
| 1952      | Wenen                                               | Jeannette Altwegg                                   | Jacqueline du Bief                                  | Barbara Wyatt                                       |
| 1953      | Dortmund                                            | Valda Osborn                                        | Gundi Busch                                         | Erica Batchelor                                     |
| 1954      | Bolzano                                             | Gundi Busch                                         | Erica Batchelor                                     | Yvonne Sugden                                       |
| 1955      | Boedapest                                           | Hanna Eigel                                         | Yvonne Sugden                                       | Erica Batchelor                                     |
| 1956      | Parijs                                              | Ingrid Wendl                                        | Yvonne Sugden                                       | Erica Batchelor                                     |
| 1957      | Wenen                                               | Hanna Eigel                                         | Ingrid Wendl                                        | Hanna Walter                                        |
| 1958      | Bratislava                                          | Ingrid Wendl                                        | Hanna Walter                                        | Joan Haanappel                                      |
| 1959      | Davos                                               | Hanna Walter                                        | Sjoukje Dijkstra                                    | Joan Haanappel                                      |
| 1960      | Garmisch-Partenkirchen                              | Sjoukje Dijkstra                                    | Regine Heitzer                                      | Joan Haanappel                                      |
| 1961      | Oost-Berlijn                                        | Sjoukje Dijkstra                                    | Regine Heitzer                                      | Jana Mrázková                                       |
| 1962      | Genève                                              | Sjoukje Dijkstra                                    | Regine Heitzer                                      | Karin Frohner                                       |
| 1963      | Boedapest                                           | Sjoukje Dijkstra                                    | Nicole Hassler                                      | Regine Heitzer                                      |
| 1964      | Grenoble                                            | Sjoukje Dijkstra                                    | Regine Heitzer                                      | Nicole Hassler                                      |
| 1965      | Moskou                                              | Regine Heitzer                                      | Sally-Anne Stapleford                               | Nicole Hassler                                      |
| 1966      | Bratislava                                          | Regine Heitzer                                      | Gabriele Seyfert                                    | Nicole Hassler                                      |
| 1967      | Ljubljana                                           | Gabriele Seyfert                                    | Hana Mašková                                        | Zsuzsa Almássy                                      |
| 1968      | Västerås                                            | Hana Mašková                                        | Gabriele Seyfert                                    | Beatrix Schuba                                      |
| 1969      | Garmisch-Partenkirchen                              | Gabriele Seyfert                                    | Hana Mašková                                        | Beatrix Schuba                                      |
| 1970      | Leningrad                                           | Gabriele Seyfert                                    | Beatrix Schuba                                      | Zsuzsa Almássy                                      |
| 1971      | Zürich                                              | Beatrix Schuba                                      | Zsuzsa Almássy                                      | Rita Trapanese                                      |
| 1972      | Göteborg                                            | Beatrix Schuba                                      | Rita Trapanese                                      | Sonja Morgenstern                                   |
| 1973      | Keulen                                              | Christine Errath                                    | Jean Scott                                          | Karin Iten                                          |
| 1974      | Zagreb                                              | Christine Errath                                    | Dianne de Leeuw                                     | Liana Drahová                                       |
| 1975      | Kopenhagen                                          | Christine Errath                                    | Dianne de Leeuw                                     | Anett Pötzsch                                       |
| 1976      | Genève                                              | Dianne de Leeuw                                     | Anett Pötzsch                                       | Christine Errath                                    |
| 1977      | Helsinki                                            | Anett Pötzsch                                       | Dagmar Lurz                                         | Susanna Driano                                      |
| 1978      | Straatsburg                                         | Anett Pötzsch                                       | Dagmar Lurz                                         | Elena Vodorezova                                    |
| 1979      | Zagreb                                              | Anett Pötzsch                                       | Dagmar Lurz                                         | Denise Biellmann                                    |
| 1980      | Göteborg                                            | Anett Pötzsch                                       | Dagmar Lurz                                         | Susanna Driano                                      |
| 1981      | Innsbruck                                           | Denise Biellmann                                    | Sanda Dubravcic                                     | Claudia Kristofics-Binder                           |
| 1982      | Lyon                                                | Claudia Kristofics-Binder                           | Katarina Witt                                       | Elena Vodorezova                                    |
| 1983      | Dortmund                                            | Katarina Witt                                       | Elena Vodorezova                                    | Claudia Leistner                                    |
| 1984      | Boedapest                                           | Katarina Witt                                       | Manuela Ruben                                       | Anna Kondrashova                                    |
| 1985      | Göteborg                                            | Katarina Witt                                       | Kira Ivanova                                        | Claudia Leistner                                    |
| 1986      | Kopenhagen                                          | Katarina Witt                                       | Kira Ivanova                                        | Anna Kondrashova                                    |
| 1987      | Sarajevo                                            | Katarina Witt                                       | Kira Ivanova                                        | Anna Kondrashova                                    |
| 1988      | Praag                                               | Katarina Witt                                       | Kira Ivanova                                        | Anna Kondrashova                                    |
| 1989      | Birmingham                                          | Claudia Leistner                                    | Natalia Lebedeva                                    | Patricia Neske                                      |
| 1990      | Leningrad                                           | Evelyn Grossmann                                    | Natalia Lebedeva                                    | Marina Kielmann                                     |
| 1991      | Sofia                                               | Surya Bonaly                                        | Evelyn Grossmann                                    | Marina Kielmann                                     |
| 1992      | Lausanne                                            | Surya Bonaly                                        | Marina Kielmann                                     | Patricia Neske                                      |
| 1993      | Helsinki                                            | Surya Bonaly                                        | Oksana Baiul                                        | Marina Kielmann                                     |
| 1994      | Kopenhagen                                          | Surya Bonaly                                        | Oksana Baiul                                        | Olga Markova                                        |
| 1995      | Dortmund                                            | Surya Bonaly                                        | Olga Markova                                        | Elena Liashenko                                     |
| 1996      | Sofia                                               | Irina Sloetskaja                                    | Surya Bonaly                                        | Maria Boetyrskaja                                   |
| 1997      | Parijs                                              | Irina Sloetskaja                                    | Krisztina Czakó                                     | Yulia Lavrenchuk                                    |
| 1998      | Milaan                                              | Maria Boetyrskaja                                   | Irina Sloetskaja                                    | Tanja Szewczenko                                    |
| 1999      | Praag                                               | Maria Boetyrskaja                                   | Julia Soldatova                                     | Viktoria Voltsjkova                                 |
| 2000      | Wenen                                               | Irina Sloetskaja                                    | Maria Boetyrskaja                                   | Viktoria Voltsjkova                                 |
| 2001      | Bratislava                                          | Irina Sloetskaja                                    | Maria Boetyrskaja                                   | Viktoria Voltsjkova                                 |
| 2002      | Lausanne                                            | Maria Boetyrskaja                                   | Irina Sloetskaja                                    | Viktoria Voltsjkova                                 |
| 2003      | Malmö                                               | Irina Sloetskaja                                    | Jelena Sokolova                                     | Júlia Sebestyén                                     |
| 2004      | Boedapest                                           | Júlia Sebestyén                                     | Elena Liashenko                                     | Jelena Sokolova                                     |
| 2005      | Turijn                                              | Irina Sloetskaja                                    | Susanna Pöykiö                                      | Elena Liashenko                                     |
| 2006      | Lyon                                                | Irina Sloetskaja                                    | Jelena Sokolova                                     | Carolina Kostner                                    |
| 2007      | Warschau                                            | Carolina Kostner                                    | Sarah Meier                                         | Kiira Korpi                                         |
| 2008      | Zagreb                                              | Carolina Kostner                                    | Sarah Meier                                         | Laura Lepistö                                       |
| 2009      | Helsinki                                            | Laura Lepistö                                       | Carolina Kostner                                    | Susanna Pöykiö                                      |
| 2010      | Tallinn                                             | Carolina Kostner                                    | Laura Lepistö                                       | Elene Gedevanisjvili                                |
| 2011      | Bern                                                | Sarah Meier                                         | Carolina Kostner                                    | Kiira Korpi                                         |
| 2012      | Sheffield                                           | Carolina Kostner                                    | Kiira Korpi                                         | Elene Gedevanisjvili                                |
| 2013      | Zagreb                                              | Carolina Kostner                                    | Adelina Sotnikova                                   | Jelizaveta Toektamisjeva                            |
| 2014      | Boedapest                                           | Julia Lipnitskaia                                   | Adelina Sotnikova                                   | Carolina Kostner                                    |
| 2015      | Stockholm                                           | Jelizaveta Toektamisjeva                            | Jelena Radionova                                    | Anna Pogorilaja                                     |
| 2016      | Bratislava                                          | Jevgenia Medvedeva                                  | Jelena Radionova                                    | Anna Pogorilaja                                     |
| 2017      | Ostrava                                             | Jevgenia Medvedeva                                  | Anna Pogorilaja                                     | Carolina Kostner                                    |
| 2018      | Moskou                                              | Alina Zagitova                                      | Jevgenia Medvedeva                                  | Carolina Kostner                                    |
| 2019      | Minsk                                               | Sofia Samodoerova                                   | Alina Zagitova                                      | Viveca Lindfors                                     |
| 2020      | Graz                                                | Aljona Kostornaja                                   | Anna Sjtsjerbakova                                  | Aleksandra Troesova                                 |
| 2021      | afgelast naar aanleiding van de coronapandemie      | afgelast naar aanleiding van de coronapandemie      | afgelast naar aanleiding van de coronapandemie      | afgelast naar aanleiding van de coronapandemie      |
| 2022      | Tallinn                                             | Anna Sjtsjerbakova                                  | Aleksandra Troesova                                 | Loena Hendrickx                                     |
| 2023      | Espoo                                               | Anastasija Goebanova                                | Loena Hendrickx                                     | Kimmy Repond                                        |
| 2024      | Kaunas                                              | Loena Hendrickx                                     | Anastasija Goebanova                                | Nina Pinzarrone                                     |
| 2025      | Tallinn                                             | Niina Petrõkina                                     | Anastasija Goebanova                                | Nina Pinzarrone                                     |

## Medailleklassement per land
| #      | Land             | Goud | Zilver | Brons | Totaal |
| ------ | ---------------- | ---- | ------ | ----- | ------ |
| 1      | Rusland          | 17   | 16     | 11    | 44     |
| 2      | Oost-Duitsland   | 17   | 4      | 3     | 24     |
| 3      | Oostenrijk       | 12   | 13     | 10    | 35     |
| 4      | Groot-Brittannië | 6    | 11     | 11    | 28     |
| 5      | Nederland        | 6    | 3      | 3     | 12     |
| 6      | Noorwegen        | 6    |        |       | 6      |
| 7      | Frankrijk        | 5    | 4      | 4     | 13     |
| 8      | Italië           | 5    | 3      | 7     | 15     |
| 9      | (West-)Duitsland | 2    | 8      | 8     | 18     |
| 10     | Tsjechoslowakije | 2    | 3      | 3     | 8      |
| 11     | Zwitserland      | 2    | 2      | 2     | 6      |
| 12     | Canada           | 2    |        |       | 2      |
| 13     | Finland          | 1    | 3      | 5     | 9      |
| 14     | Hongarije        | 1    | 2      | 3     | 6      |
| 15     | Sovjet-Unie      |      | 7      | 6     | 13     |
| 16     | Oekraïne         |      | 3      | 3     | 6      |
| 17     | Verenigde Staten |      | 1      | 1     | 2      |
| 18     | Joegoslavië      |      | 1      |       | 1      |
| 19     | Georgië          |      |        | 2     | 2      |
| 19     | Zweden           |      |        | 2     | 2      |
| Totaal | Totaal           | 84   | 84     | 84    | 252    |

Medaillewinnaars

Mannen · 
Vrouwen ·
Paren · 
IJsdansen

Toernooi

1891 · 
1892 · 
1893 · 
1894 · 
1895 · 
1896-1897 · 
1898 · 
1899 · 
1900 · 
1901 · 
1902-1903 · 
1904 · 
1905 · 
1906 · 
1907 · 
1908 · 
1909 · 
1910 · 
1911 · 
1912 · 
1913 · 
1914 · 
1915-1921 · 
1922 · 
1923 · 
1924 · 
1925 · 
1926 · 
1927 · 
1928 · 
1929 · 
1930 · 
1931 · 
1932 · 
1933 · 
1934 · 
1935 · 
1936 · 
1937 · 
1938 · 
1939 ·
1940-1946 · 
1947 · 
1948 · 
1949 · 
1950 · 
1951 · 
1952 · 
1953 · 
1954 · 
1955 · 
1956 · 
1957 · 
1958 · 
1959 · 
1960 · 
1961 · 
1962 · 
1963 · 
1964 · 
1965 · 
1966 · 
1967 · 
1968 · 
1969 · 
1970 · 
1971 · 
1972 · 
1973 · 
1974 · 
1975 · 
1976 · 
1977 · 
1978 · 
1979 · 
1980 · 
1981 · 
1982 · 
1983 · 
1984 · 
1985 · 
1986 · 
1987 · 
1988 · 
1989 · 
1990 · 
1991 · 
1992 · 
1993 · 
1994 · 
1995 ·
1996 · 
1997 · 
1998 · 
1999 · 
2000 · 
2001 · 
2002 · 
2003 · 
2004 · 
2005 · 
2006 ·
2007 ·
2008 ·
2009 ·
2010 ·
2011 ·
2012 ·
2013 ·
2014 ·
2015 ·
2016 ·
2017 ·
2018 ·
2019 ·
2020 ·
2021 · 
2022 · 
2023 · 
2024 · 
2025

WK kunstschaatsen ·
WK kunstschaatsen junioren ·
Viercontinentenkampioenschap ·
Olympische Spelen